# Oberlandesgericht Rostock

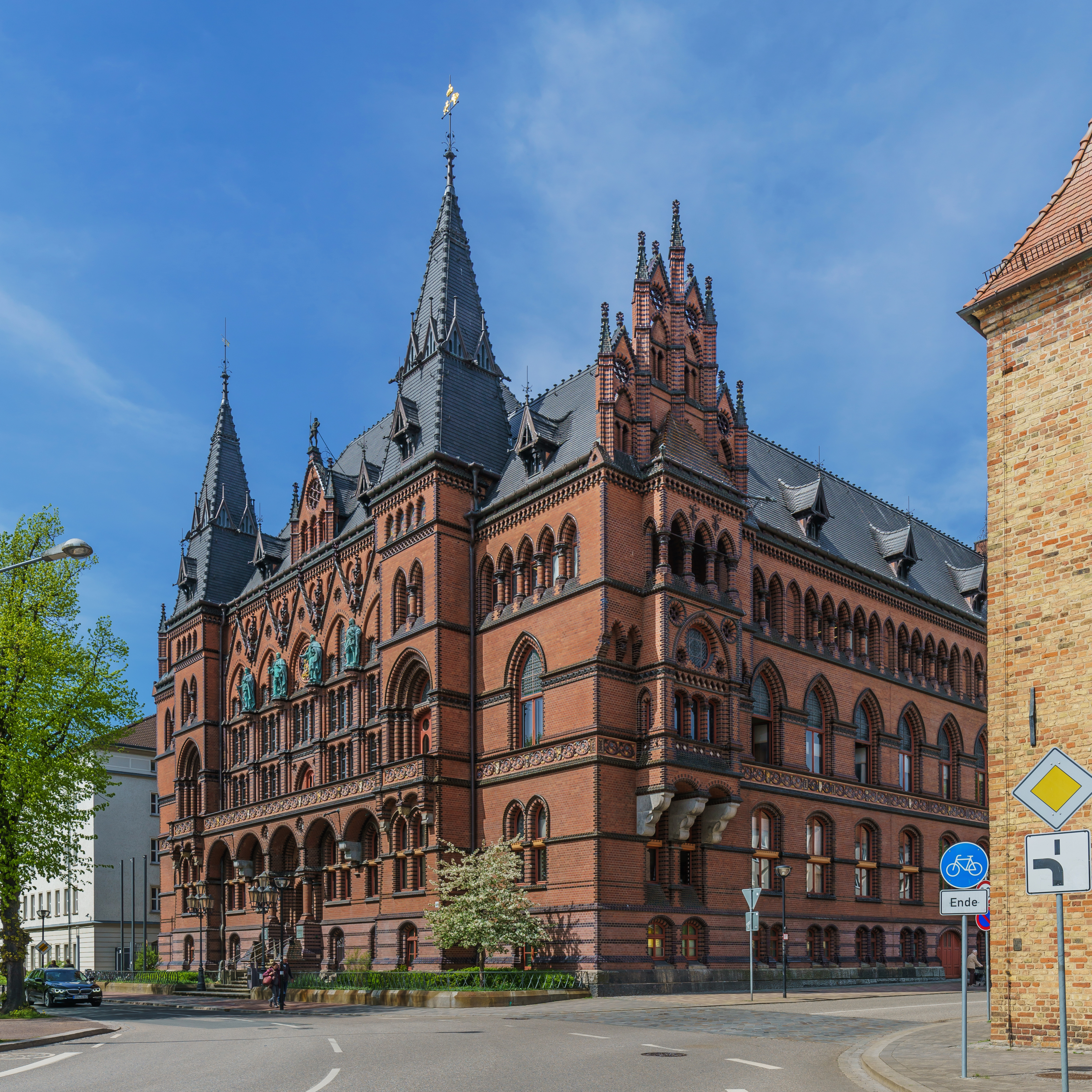
Oberlandesgericht Rostock

Das Oberlandesgericht Rostock ist das einzige Oberlandesgericht (OLG) des Landes Mecklenburg-Vorpommern.

## Gerichtssitz und -bezirk
Das Gericht hat seinen Sitz in der Hansestadt Rostock. Der Gerichtsbezirk umfasst die Bezirke der nachgeordneten Landgerichte und somit das gesamte Gebiet des Bundeslandes Mecklenburg-Vorpommern. Im Bezirk des Oberlandesgerichts Rostock sind 1.320 Rechtsanwälte und Syndikusrechtsanwälte zugelassen (Stand: 1. Januar 2023).

## Geschichte

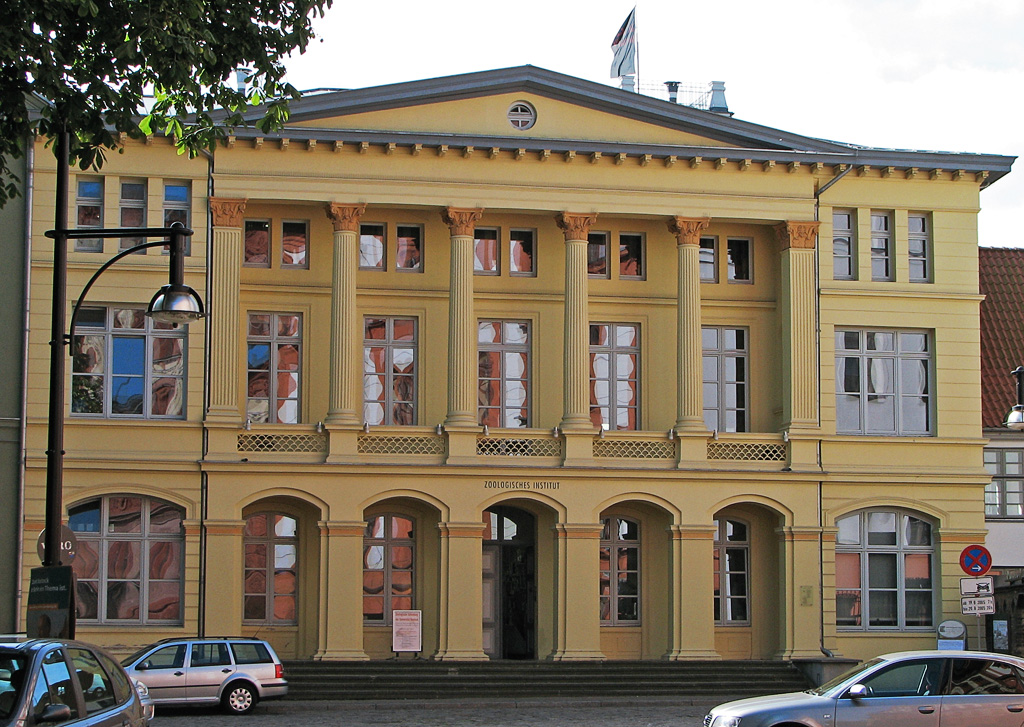
Ehemals Großherzoglich Mecklenburgisches Oberappellationsgericht zu Rostock. Seit 1880 Zoologie der Universität

Als Folge von Artikel 12 der Deutschen Bundesakte von 1815 wurde am 1. Oktober 1818 das Großherzoglich Mecklenburgische Oberappellationsgericht mit Sitz in Parchim gegründet, dessen Gerichtsbezirk beide mecklenburgischen Großherzogtümer umfasste. Vom Mecklenburgischen Hof- und Landgericht zu Güstrow, dem diese erstmals ab 1807 übertragen worden war, übernahm es die Funktion der Appellationsinstanz in Mecklenburg mit Zuständigkeit für die beiden Teilstaaten Mecklenburg-Schwerin und Mecklenburg-Strelitz. 1840 zog das Oberappellationsgericht (OAG) nach Rostock und residierte bald in dem 1842–1845 erbauten repräsentativen Bau am heutigen Universitätsplatz. 1879 wurde das Oberappellationsgericht in das Oberlandesgericht umgewandelt, wie zur Vereinheitlichung der Nomenklatur von den Reichsjustizgesetzen von 1877 vorgesehen.

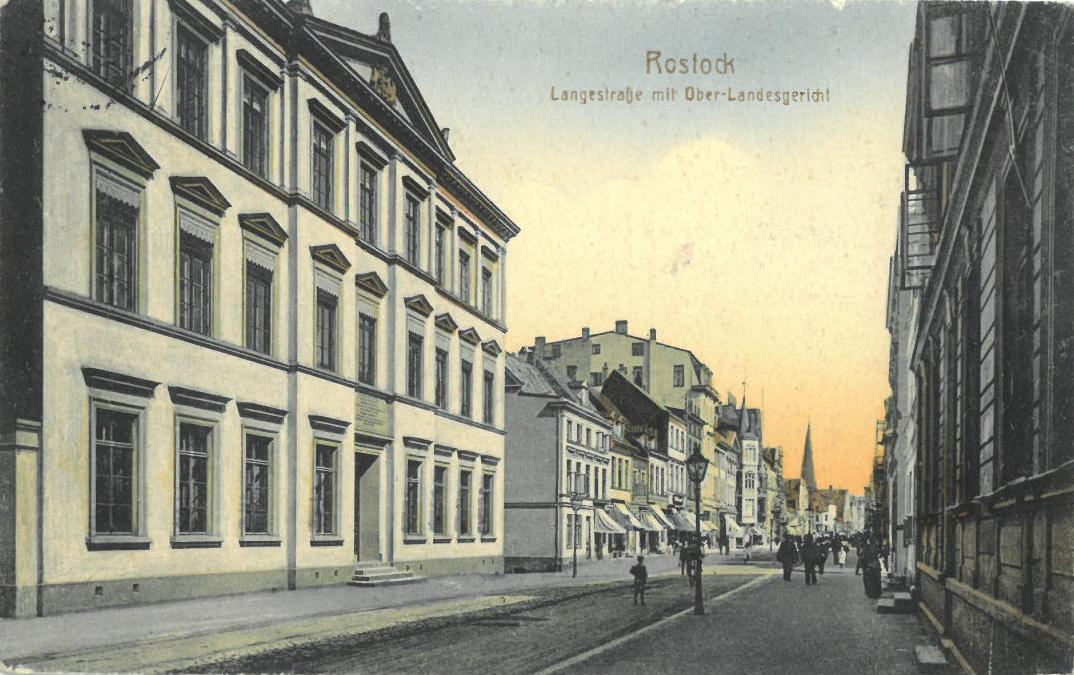
Mecklenburgisches Oberlandesgericht um 1910

 Im April 1942 wurde das Mecklenburgische Oberlandesgericht, 1880 in ein Gebäude an der Langen Straße 65 Ecke Badstüberstraße umgezogen, durch britischen Luftangriff ausgebombt. Im Herbst zog das Oberlandesgericht ins Justizgebäude nach Schwerin, und ab 1943 sprach man vom Oberlandesgericht Schwerin. Ab 1945 für Mecklenburg und Vorpommern zuständig und unter neuer Leitung durch OLG-Präsident Franz Unikower, wurde das weiter in Schwerin angesiedelte Oberlandesgericht 1952 mit der Aufhebung der Länder in der DDR im September zum Bezirksgericht Schwerin umgeformt. Neben dem in Schwerin wurden neue Bezirksgerichte gebildet in Neubrandenburg und Rostock, alle jeweils als Obergerichte mit regionaler Zuständigkeit für die jeweiligen neuen DDR-Bezirke.
Nach dem Ende der DDR wurde das Oberlandesgericht Rostock zum 1. Juli 1992 neu errichtet.

## Leitung
- 1879 bis  8. Januar 1894 (†): Johann Friedrich Budde[10]
- 1. Oktober 1894 bis 31. Dezember 1899: Bernhard von Maltzan, Freiherr zu Wartenberg und Penzlin[11]
- 1. Januar 1900 bis 6. Oktober 1907 (†): Carl Martini
- 1. Juli 1908 bis 30. September 1912: Heinrich Altvater
- 1. Oktober 1912 bis 31. Dezember 1920: Theodor Sohm
- 1. Januar 1921 bis 31. März 1924: Gustav Brückner
- 1. April 1924 bis 25. Juli 1925 (†): Walter Schmidt
- 16. September 1925 bis 1929:  Hans Eberhard
- 1930 bis 1935: Heinrich Burmeister
- 1935 bis 1943: Rudolf Goetsch
- 1992 bis 2008: Wilfried Hausmanns[12]
- 2008 bis 2018 Burkhard Thiele
- November 2018 bis Oktober 2020: Vakanz wegen Streits um die Besetzung des Postens, kommissarische Leitung durch Vizepräsidentin Monika Köster-Flachsmeyer[13]
- seit 15. Oktober 2020: Kai-Uwe Theede

## Gebäude

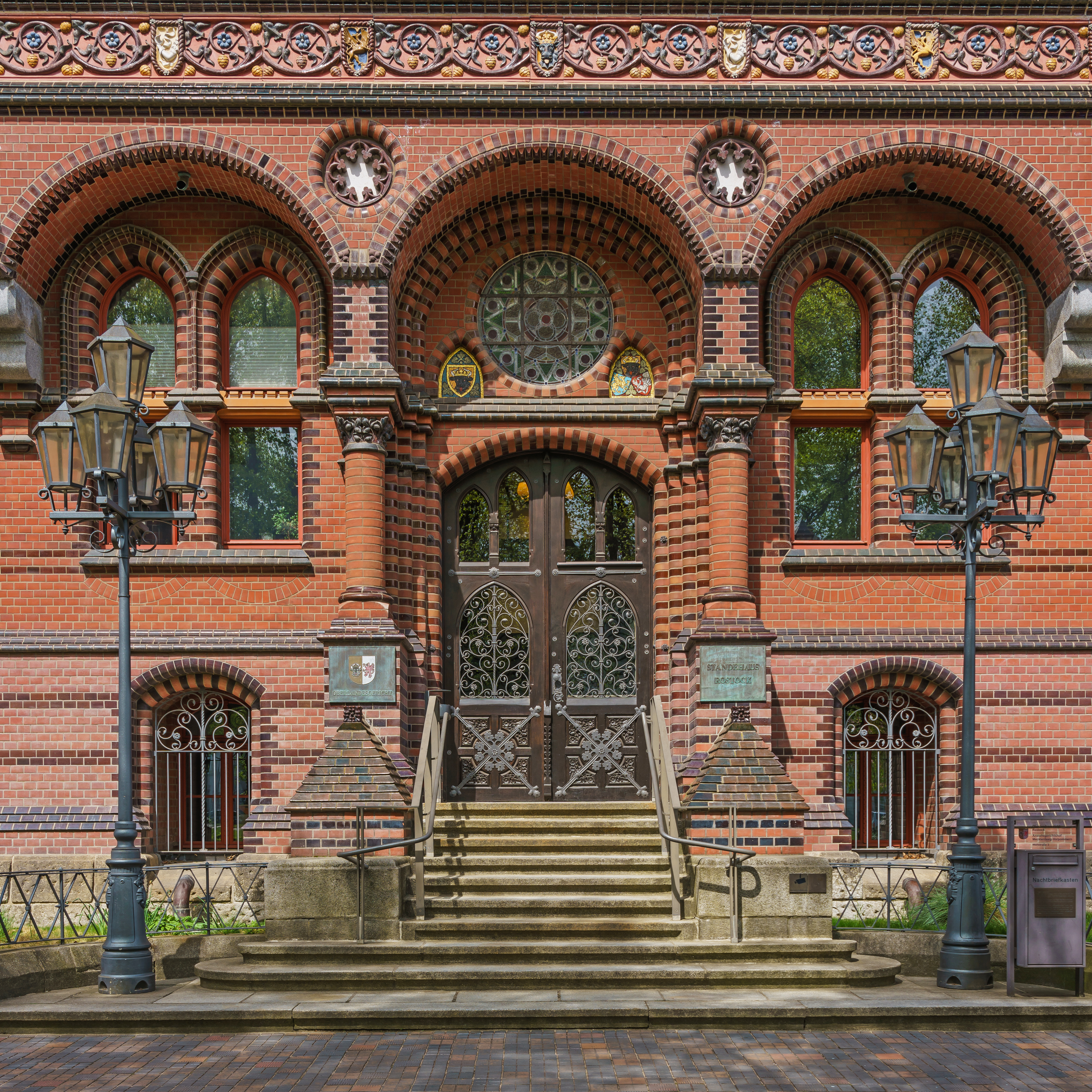
Portal

Das Gericht befindet sich in der repräsentativen Wallstraße, Hausnummer 3 im denkmalgeschützten, neugotischen Ständehaus.
Das Gebäude wurde in den Jahren 1889 bis 1893 im Auftrag Großherzogs Friedrich Franz III. nach Plänen von Gotthilf Ludwig Möckel und der mecklenburgischen Ritter- und Landschaft als Verwaltungs- und Gerichtssitz der Vereinten Landstände beider Mecklenburg errichtet. Der typische Stil der wilhelminischen Staatsarchitektur (Historismus) vereint Elemente von Neogotik bis Neobarock in einem repräsentativen Monumentalbau und wird der Hannoverschen Architekturschule zugerechnet. Das schmuckvolle Wappenrelief in der Hauptfassade ist eine Arbeit von Bildhauer Albert Kasch aus Bad Doberan.
Von außen in rotem Backstein gehalten und mit Türmchen und Ziergiebeln ausgestattet, fällt das Gebäude im Inneren durch den bis ins Kellergeschoss reichenden Lichthof mit umlaufenden Galerien auf. Bemerkenswert ist auch der über zwei Stockwerke reichende, in dunklem Holz getäfelte und reich geschmückte Festsaal.

### Standbilder

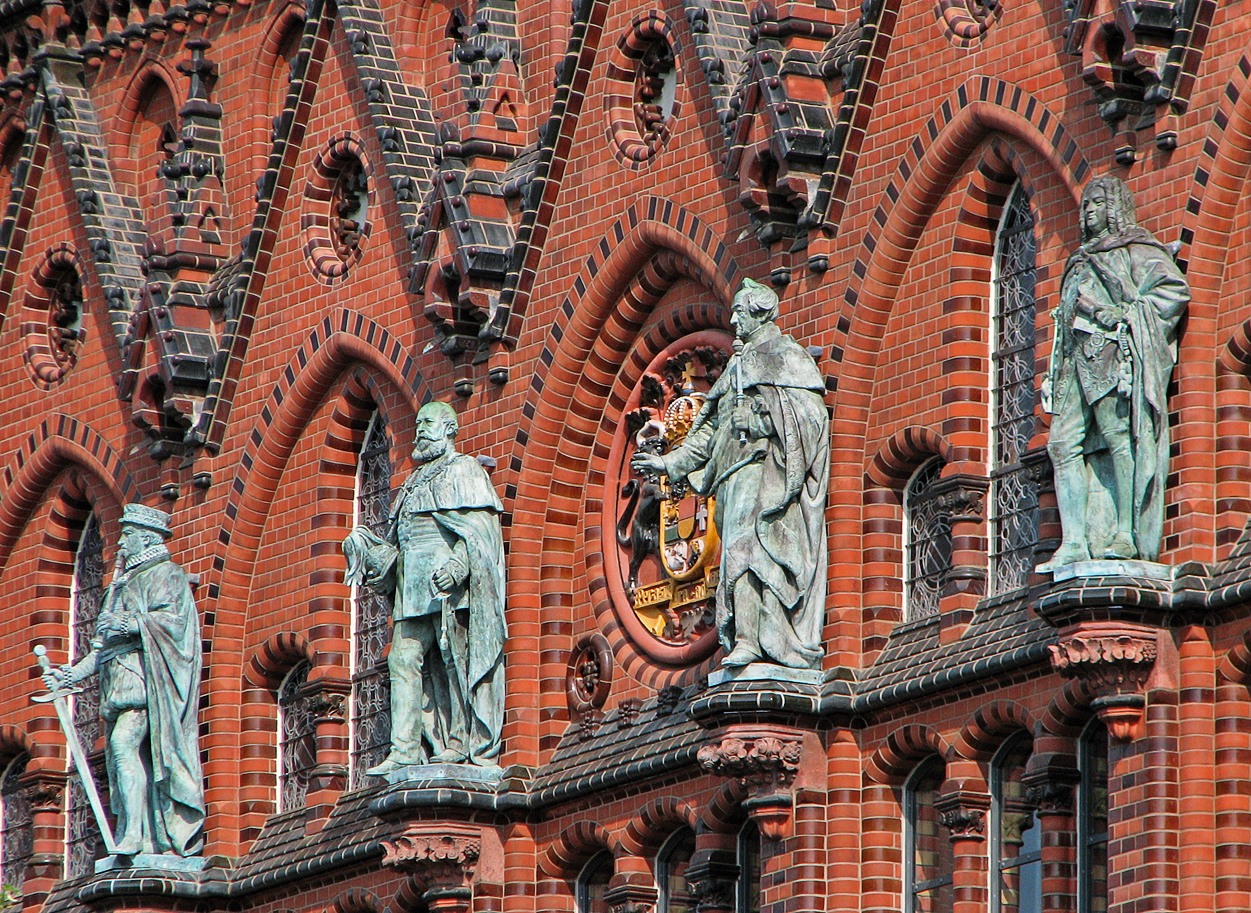
Figuren an der Front

In der Hauptfassade stehen vier Standbilder mecklenburgischer Fürsten: die Herzöge Johann Albrecht I. und Christian Ludwig II., Großherzog Friedrich Franz II. (alle Mecklenburg-Schwerin) und Großherzog Georg (Mecklenburg-Strelitz). Je zwei Standbilder schufen Ludwig Brunow und Oskar Rassau. Auf dem Frontispiz steht die Figur eines Fahnenträgers, ebenfalls von Ludwig Brunow modelliert. Alle Standbilder sind in Kupfertreibarbeit gefertigt.

### Mosaiken

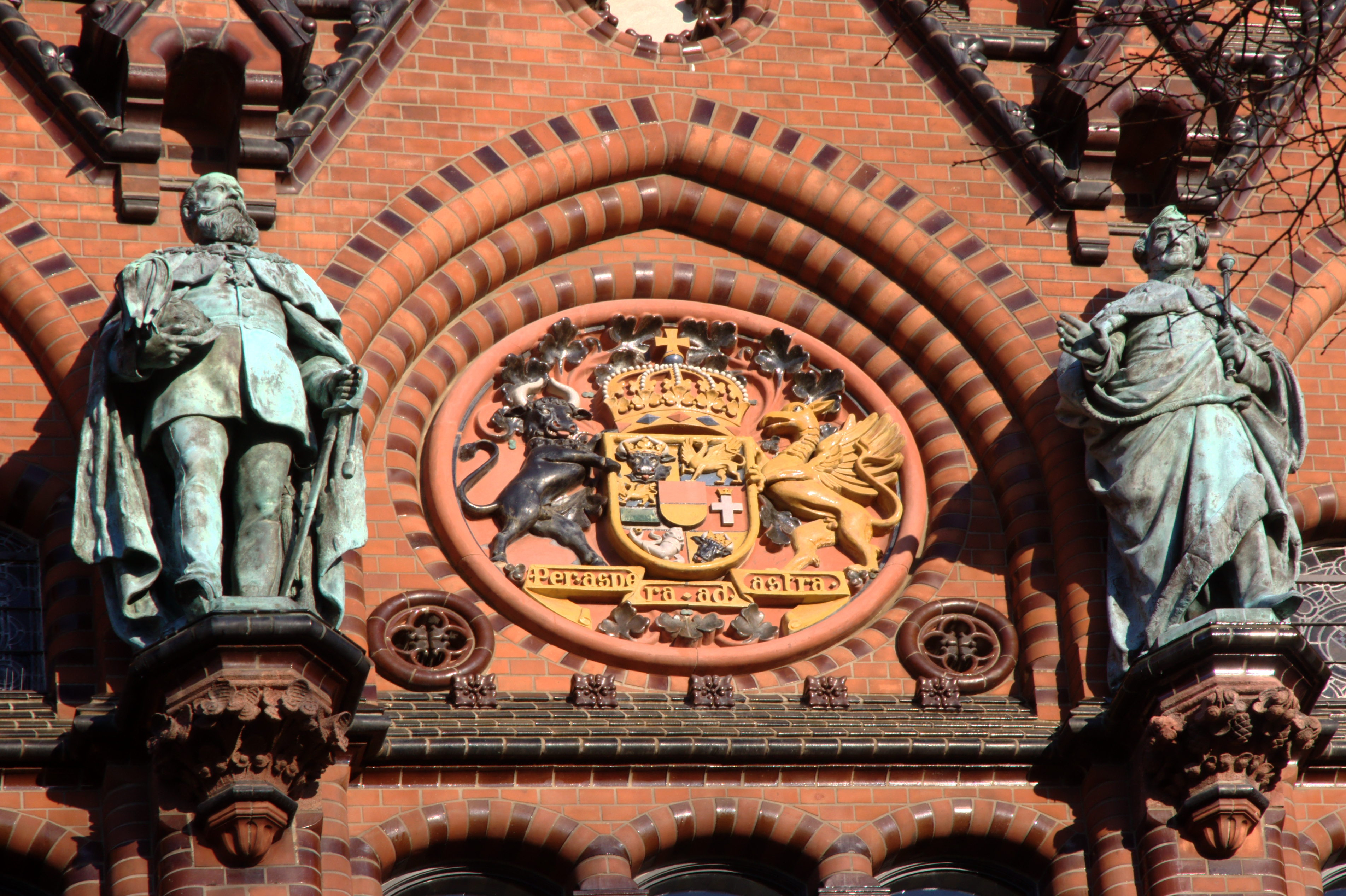
Wappen mit Motto: „Per aspera ad astra“

An der Stirnseite gegenüber dem Eingang oberhalb der Haupttreppe finden sich mehrere farbige Mosaiken, ausgeführt von der Firma Puhl & Wagner aus Berlin. Sie haben folgende Bedeutung:
Jahreszahlen:
1. August 1523:
Gründungstag der Union der Landstände. Eine Vereinigung der im Lande Mecklenburg ansässigen Ritter und Großgrundbesitzer, des Klerus und der Landschaft.
18. April 1755:
Unterzeichnung des Landesgrundgesetzlichen Erbvergleichs, einer ständischen Verfassung zwischen den Herzögen Mecklenburgs, der mecklenburgischen Ritter- und Landschaft.
Wappen:
Die drei Wappenschilde stehen für die drei ritterschaftlichen Kreise des mecklenburgischen Staates:
1. Mecklenburg – Das Wappen mit Stierkopf ist erstmals 1229 im Siegel Johann I. von Mecklenburg nach der ersten Landesteilung nachweisbar.
2. Herrschaft Werle (Wenden) – Der nach rechts schreitende goldene Greif auf blauem Grund ist als Siegelwappen von Heinrich Borwin I. (1181–1227) verwendet worden.
3. Stargard – Das rechte untere Wappen steht für die Herrschaft Stargard (später Teil von Mecklenburg-Strelitz).

### Geschichte des Gebäudes

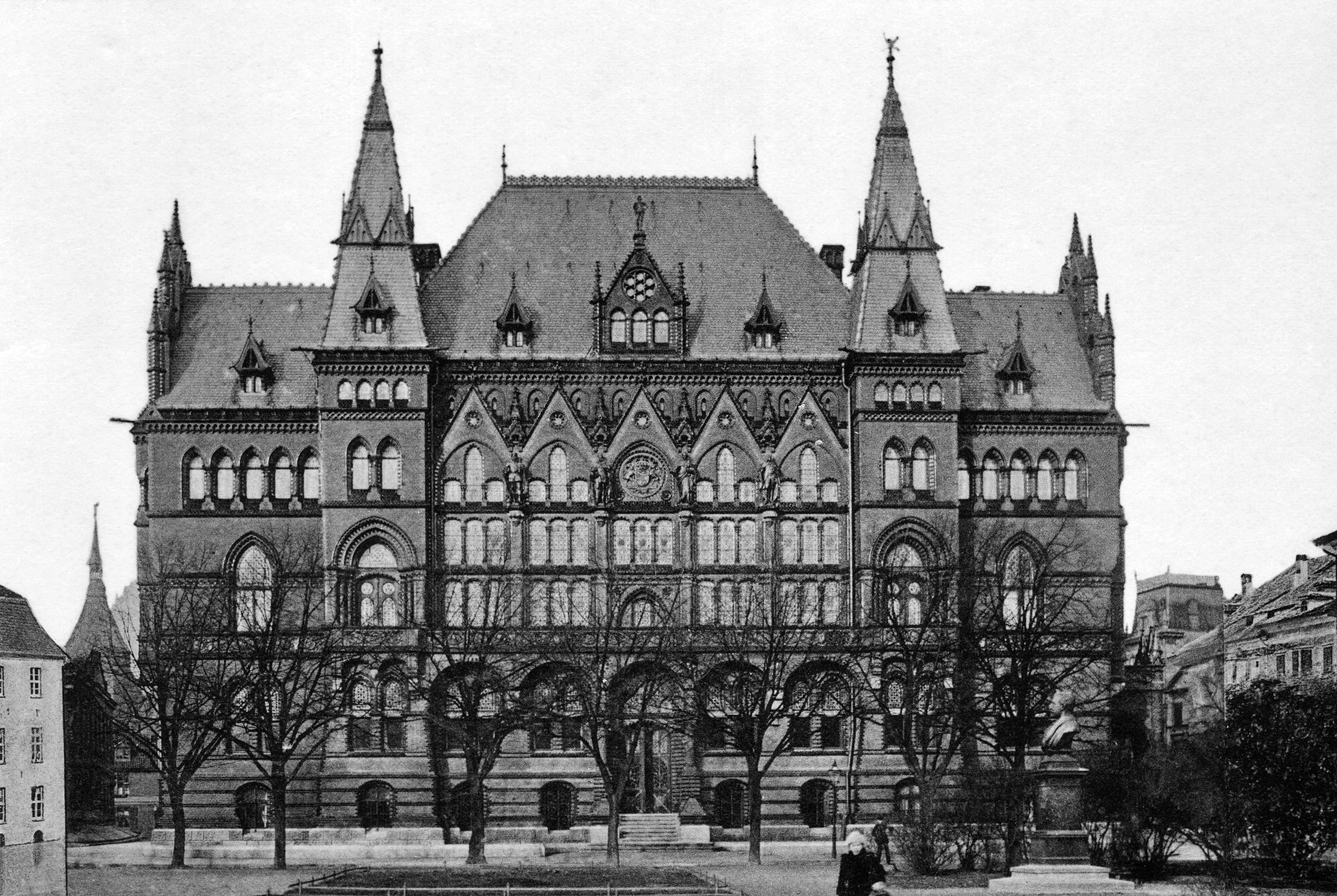
Ständehaus um 1895

Eingeweiht am 2. Oktober 1893, war das Gebäude bis zum Ende der Monarchie einer der politischen Zentralorte des mecklenburgischen Ständestaates. Es war Sitz des Engeren Ausschusses, der ständischen Mitregierung von Mecklenburg zwischen den Landtagen als Gegenpart der Regenten beider mecklenburgischer Landesteile Mecklenburg-Schwerin und Mecklenburg-Strelitz. Es beherbergte bis zum Ende des Kaiserreiches und der Monarchie in Mecklenburg 1918 alle Oberbehörden der Stände und diente verschiedenen speziellen Einrichtungen der Mecklenburgischen Landstände als Gerichts- und Verwaltungssitz. So war es Sitz der Ritterschaftlichen Brandkasse, der Steuer- und Katasterbehörde, der Brandversicherung der mecklenburgischen Städte, des Mecklenburgischen Ritterschaftlichen Kreditvereins und der Fideikommissbehörde. Nach dem Ersten Weltkrieg und dem Untergang des altmecklenburgischen Ständestaates löste sich der Engere Ausschuss auf; dessen Räume sowie die Repräsentationsräume wurden frei genutzt.
Nach 1920 ist das Gebäude schrittweise in ein Verwaltungsgebäude umgewandelt worden. Es war Sitz des Straßenbauamtes, der Staatskassenzweigstelle, des Arbeitsgerichtes, der Technischen Nothilfe und der Polizeiverwaltung des Amtsbereiches Rostock. Die Ritterschaftliche Brandkasse, die Brandversicherung der mecklenburgischen Städte und der Mecklenburgische Ritterschaftliche Kreditverein, zeitweilg. verlegten 1928 ihren Sitz vom Ständehaus in dessen unmittelbare Nähe.
Am 13. Oktober 1933 beschlossen die Landesparlamente der beiden mecklenburgischen Freistaaten in getrennter Sitzung einstimmig den Gesetzentwurf über die Vereinigung von Mecklenburg-Schwerin und Mecklenburg-Strelitz zum Land Mecklenburg. Anschließend wurde die Vereinigung mit einem großen feierlichen Staatsakt, unter den Ehrengästen befanden sich Großherzog Friedrich Franz IV. von Mecklenburg-Schwerin und Herzog Adolf Friedrich zu Mecklenburg, im Rostocker Ständehaus vollzogen. Bei den Luftangriffen auf Rostock wurde am 26. April 1942 das Ständehaus durch Feuer beschädigt, die Struktur blieb aber intakt, so dass es weiterhin genutzt werden konnte.
Bis Mai 1945 behauptete die Fideikommissbehörde ihren Sitz im Ständehaus. Zudem wurde es von wechselnden Landesbehörden genutzt, in den Jahren 1934 und 1935 auch für Schauprozesse der nationalsozialistischen Justiz.
Noch einige Jahre nach 1945 blieb das Bauwerk Sitz staatlicher Verwaltungen des Landes Mecklenburg und beherbergte u. a. die Deutsche Volkspolizei.
Im Jahre 1953 übernahm die Nationale Volksarmee der DDR das Ständehaus und nutzte es bis zur Wiedervereinigung.
Seit dem 1. Juli 1992 ist das Ständehaus Sitz des Oberlandesgerichts Rostock.

## Über- und nachgeordnete Gerichte
Dem Oberlandesgericht Rostock übergeordnet ist der Bundesgerichtshof.
Nachgeordnet sind die Landgerichte Neubrandenburg, Rostock, Schwerin und Stralsund.

## Staatsanwaltschaft

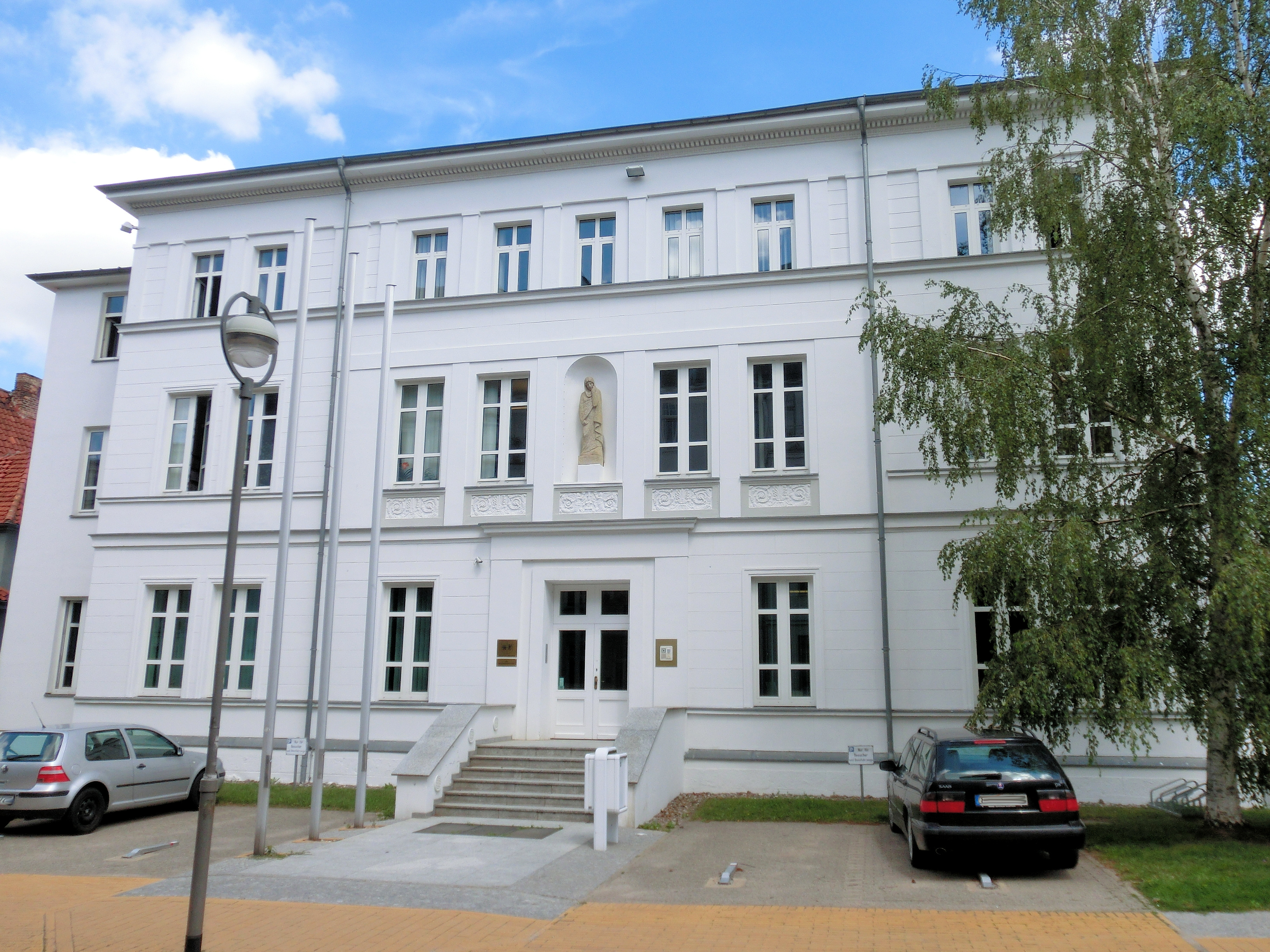
Sitz der Generalstaatsanwaltschaft Rostock

In Rostock ist auch die Generalstaatsanwaltschaft des Landes eingerichtet, der, analog zum Gerichtsaufbau, die Staatsanwaltschaften bei den Landgerichten Neubrandenburg, Rostock, Schwerin und Stralsund nachgeordnet sind. Gebäude unter der Anschrift Patriotischer Weg 120a.